# Scalideutis
Scalideutis är ett släkte av fjärilar. Scalideutis ingår i familjen praktmalar, Oecophoridae.
Kladogram enligt Catalogue of Life:
| Scalideutis | \| \| Scalideutis cocytias \| \| \| \| \| \| Scalideutis escharia \| \| \| \| \| \| Scalideutis ulocoma \| \| \| \| |
|             | \| \| Scalideutis cocytias \| \| \| \| \| \| Scalideutis escharia \| \| \| \| \| \| Scalideutis ulocoma \| \| \| \| |
|             | Scalideutis cocytias                                                                                                |
|             | |
|             | Scalideutis escharia                                                                                                |
|             | |
|             | Scalideutis ulocoma                                                                                                 |
|             | |